# Jean-Louis Raduit de Souches
Graaf Jean-Louis Raduit de Souches (*16 augustus 1608 in La Rochelle – † 12 augustus 1683 waarschijnlijk in Jevišovice) was een edelman en militair van Franse afkomst.

## Leven

### Frankrijk
In zijn vaderland Frankrijk vocht hij aan de zijde van de hugenoten tegen de katholieken tijdens het beleg van zijn geboortestad La Rochelle. Hierna verliet hij Frankrijk in 1629 en trad in dienst bij de Zweden. In Zweedse dienst nam hij deel aan de Dertigjarige oorlog en werd in 1635 tot kapitein en in 1639 tot kolonel benoemd. Vanwege onenigheid met de Zweedse generaal Torsten Stålhandske keerde hij in 1642 terug naar Frankrijk.

### In Habsburgse dienst
Op voorspraak van aartshertog Leopold Willem van Oostenrijk trad hij een paar maanden later in dienst bij het Keizerlijk leger. Hij nam opnieuw deel aan de Dertigjarige oorlog maar nu tegen zijn voormalige broodheer. De Souches nam deel aan de onsuccesvolle invasie van het Hertogdom Pommeren en werd voor zijn dapperheid tijdens het tevens onsuccesvolle Beleg van Olomouc beloond met het bevel over een Dragonderregiment. Op 14 maart 1645 werd hij door Keizer Ferdinand III tot commandant van Brno benoemd. Onder zijn leiding lukte het de in Brno 1500 gelegerde troepen (in werkelijkheid was slechts een derde deel hiervan soldaat, de rest waren burgers uit Brno) om de stad uit Zweedse handen te houden. De Zweden belegerden de stad met een leger van 28000 man onder leiding van Lennart Torstenson dat midden juli 1645 door een ruitercorps van de vorst George I Rákóczi versterkt was. Het was een ongekende prestatie en leverde de Souches erkenning vanuit de hoogste cirkels op.
In 1658 werkte de Souches een project uit voor de verbouwing van de Vesting Olomouc.
Tijdens de Oostenrijks-Turkse Oorlog (1663-1664) stond hij als generaal-commandant in voor de verdediging van de Slavonische grens en in 1664 leidde hij de belegering en inname van de Ottomaanse vesting Levice. Hij werd benoemd tot keizerlijk veldmaarschalk en lid van de Hofkrijgsraad in Wenen.

### Hollandse Oorlog
De Souches speelde tijdens de Hollandse Oorlog (1672-1678) nog een dubieuze rol als bevelhebber van het Keizerlijke leger en bondgenoot van Nederland tijdens de Slag bij Seneffe in 1674 en de daaropvolgende gebeurtenissen. Door voortdurend te traineren, bezwaren op te werpen, te vertragen en zelfs regelrecht te weigeren om in actie te komen tegen de Franse vijand, verminderde hij de slagkracht van het geallieerde leger aanzienlijk. Op aandringen van de Nederlandse bevelhebber stadhouder Willem III werd hij in december 1674 vervangen.